# 31. prosinca
31. prosinca (31. 12.) je 365. i zadnji dan godine po gregorijanskom kalendaru (366. i zadnji u prijestupnoj godini).

## Događaji
- 406. – Vandali, Alani i Svevi su prešli Rajnu i napali Rimsko Carstvo oslabljeno građanskim ratom i napadom Vizigota.
- 1426. – Dubrovačka Republika kupila od Bosne zapadni dio Konavala.
- 1781. – U SAD-u otvorena prva banka.
- 1859. – Pad Bachova apsolutizma u Habsburškoj Monarhiji.
- 1879. – Thomas Edison svijetu predstavio žarulju.
- 1909. – Otvoren je Manhattanski most u New Yorku.
- 1911. – Znanstvenica Marie Curie primila Nobelovu nagradu za kemiju.
- 1923. – Fašistička Italija dekretom zabranila nadijevanje hrvatskih imena, a djeca koja su na krštenju dobila hrvatsko ime u matičnom su uredu općine dobivala talijansko.[1]
- 1943. – Počela Bujanska konferencija.
- 1946. – Doneseni ustavi NR Bosne i Hercegovine, NR Crne Gore i NR Makedonije.
- 1991. – Prvi put izvedena pjesma Bojna Čavoglave na Hrvatskom radio Splitu.
- 1999. – Sjedinjene Države predale su Panamski kanal, infrastrukturu i administraciju Panami.
- 1999. – Boris Jeljcin podnio ostavku na mjesto predsjednika Rusije.
- 2004. – u Tajvanu otvorena najviša zgrada na svijetu - Taipei 101, visoka 508 metara.
- 2019. – Informacija novij slučajeva (ukupno 41) nepoznate pneumonijske bolesti je prenesena na WHO. Kasnije je izbilo u epidemiju koronavirusa, a zatim pandemiju.

| - 1514. – Andreas Vesalius, flamanski liječnik († 1564.) - 1869. – Henri Matisse, francuski slikar, grafičar, kipar i dekorater († 1954.) - 1880. – George Marshall, američki general i političar († 1959.) - 1900. – Marica Stanković, hrvatska katolička aktivistica, službenica Božja, kandidatkinja za sveticu, prosvjetna djelatnica, utemeljiteljica svjetovnog instituta "Suradnice Krista Kralja" († 1957.) - 1904. – Zoja Dumengjić, hrvatska arhitektica († 2000.) - 1937. – Anthony Hopkins, velški glumac - 1939. – Ivan Prenđa, zadarski nadbiskup († 2010.) - 1941. – Marina Baričević, hrvatska likovna kritičarka - 1943. – Ben Kingsley, britanski glumac - 1959. – Val Kilmer, američki glumac († 2025.) - 1972. – Grégory Coupet, francuski reprezentativni nogometni vratar - 1978. – Romina Vitasović, hrvatska glumica - 1984. – Alejandra Lazcano, meksička glumica - 1985. – Aleksandra Herasimenja, bjeloruska plivačica - 1996. – Amina Kajtaz, bosanskohercegovačka i hrvatska plivačica | - 335. – Silvestar I., papa - 1384. – John Wyclif, engleski filozof, teolog i crkveni refomator (* ?) - 1670. – Magdalena Pereš-Vuksanović, hrvatska redovnica (* 1606.) - 1799. – Jean-François Marmontel, pisac (* ?) - 1872. – Aleksis Kivi, finski pisac (* ?) - 1875. – Andrew Johnson, američki političar i predsjednik († 1808.) - 1876. – Catherine Labouré, francuska katolička svetica (* 1806.) - 1877. – Gustave Courbet, francuski slikar umjetničkog razdoblja realizma (* 1819.) - 1889. – Ion Creangă, rumunjski književnik (* 1837.) - 1899. – Karl Millöcker, austrijski skladatelj (* 1842.) - 1908. – Peter Kolar, slovenski pisac i svećenik (* 1855.) - 1950. – Karl Renner, austrijski kancelar (* 1870.) - 1981. – Franjo Šeper, hrvatski kardinal (* 1905.) - 2018. – Kazimir Katalinić, hrvatski povjesničar, publicist i emigrantski političar (* 1927.) - 2022. – Benedikt XVI., papa (* 1927.) |

## Blagdani i spomendani
- Silvestrovo ili Stara godina: Doček Nove godine

## Imendani
- Silvestar
- Silvestra
- Silvano
- Silvana
- Silvije
- Silvija
- Silvie
- Silvia
- Silvo
- Silva